# Municipio de Frederika
El municipio de Frederika (en inglés: Frederika Township) es un municipio ubicado en el condado de Bremer en el estado estadounidense de Iowa. En 2010 su población era de 363 habitantes y la densidad poblacional de 7,39 personas por km².

## Geografía
El municipio de Frederika está ubicado en las coordenadas 42°51′25″N 92°16′29″O / 42.85694, -92.27472. Según la Oficina del Censo de los Estados Unidos, la superficie total del municipio es de 49,15 km², de los que  48,39 km² corresponden a tierra firme y (1.55 %) 0,76 km² es agua.

## Demografía
Según el censo de 2010, había 363 personas residiendo en el municipio de Frederika. La densidad de población era de 7,39 hab./km². De los 363 habitantes, el municipio de Frederika estaba compuesto por el 98,62 % blancos, el 0,28 % eran amerindios, el 0,55 % eran asiáticos y el 0,55 % eran de una mezcla de razas. Del total de la población el 0 % eran hispanos o latinos de cualquier raza.